# Janseides butleri
Janseides butleri är en fjärilsart som beskrevs av Franciscus J.M. Heylaerts 1886. Janseides butleri ingår i släktet Janseides och familjen säckspinnare. Inga underarter finns listade i Catalogue of Life.